# 野澤零温
野澤 零温（のざわ れおん、2003年7月21日 - ）は、東京都板橋区出身のプロサッカー選手。Jリーグ・FC東京所属。ポジションはフォワード（FW）。

## 来歴
板橋区出身のプロサッカー選手。小学生時代は板橋区を拠点とする、アミーゴFCに所属。同クラブの先輩は橋本拳人。FC東京のアカデミー出身で、U-15深川時代には高円宮杯を制した。U-18チームに所属していた2019年8月、2種登録選手としてトップチームに登録された。8月31日、J3第21節・FC東京U23対いわてグルージャ盛岡の試合に出場しJリーグデビューを果たした。
2020年・2021年もトップチームに登録され、2021年4月28月のルヴァンカップ・徳島ヴォルティス戦でトップチームデビューを果たした。9月20日、2022年シーズンからのトップチーム昇格内定が発表された。
2022年1月14日、SC相模原への育成型期限付き移籍が発表された。
2023年1月7日、FC東京への復帰が発表された。同年8月14日に松本山雅FCへ育成型期限付き移籍が発表された。

## 所属クラブ
- 2012年 - 2016年 アミーゴFC
- 2016年 - 2019年 FC東京U-15深川
- 2019年 - 2021年 FC東京U-18
  - 2019年8月 - 2021年  FC東京（2種登録選手）
- 2022年 -  FC東京
  - 2022年  SC相模原（期限付き移籍）
  - 2023年8月 - 同年12月  松本山雅FC（育成型期限付き移籍）

## 個人成績
| 国内大会個人成績 | 国内大会個人成績 | 国内大会個人成績 | 国内大会個人成績 | 国内大会個人成績 | 国内大会個人成績 | 国内大会個人成績 | 国内大会個人成績 | 国内大会個人成績 | 国内大会個人成績 | 国内大会個人成績 | 国内大会個人成績 |
| 年度             | クラブ           | 背番号           | リーグ           | リーグ戦         | リーグ戦         | リーグ杯         | リーグ杯         | オープン杯       | オープン杯       | 期間通算         | 期間通算         |
| 年度             | クラブ           | 背番号           | リーグ           | 出場             | 得点             | 出場             | 得点             | 出場             | 得点             | 出場             | 得点             |
| 日本             | 日本             | 日本             | 日本             | リーグ戦         | リーグ戦         | リーグ杯         | リーグ杯         | 天皇杯           | 天皇杯           | 期間通算         | 期間通算         |
| ---------------- | ---------------- | ---------------- | ---------------- | ---------------- | ---------------- | ---------------- | ---------------- | ---------------- | ---------------- | ---------------- | ---------------- |
| 2019             | F東23            | 42               | J3               | 4                | 0                | -                | -                | -                | -                | 4                | 0                |
| 2021             | FC東京           | 42               | J1               | 0                | 0                | 2                | 0                | 0                | 0                | 2                | 0                |
| 2022             | 相模原           | 28               | J3               | 7                | 1                | -                | -                | 0                | 0                | 7                | 1                |
| 2023             | FC東京           | 42               | J1               | 3                | 0                | 4                | 0                | 1                | 0                | 8                | 0                |
| 2023             | 松本             | 18               | J3               | 15               | 2                | -                | -                | -                | -                | 15               | 2                |
| 2024             | FC東京           | 28               | J1               | 14               | 1                | 4                | 0                | 2                | 0                | 20               | 1                |
| 2025             | FC東京           | 28               | J1               |                  |                  |                  |                  |                  |                  |                  |                  |
| 通算             | 日本             | 日本             | J1               | 17               | 1                | 10               | 0                | 3                | 0                | 30               | 1                |
| 通算             | 日本             | 日本             | J3               | 26               | 3                | -                | -                | 0                | 0                | 26               | 3                |
| 総通算           | 総通算           | 総通算           | 総通算           | 43               | 4                | 10               | 0                | 3                | 0                | 56               | 4                |

- 2019年- 2021年は2種登録選手（2020年は2種登録選手としての公式戦出場無し）。

出場歴
- Jリーグ初出場 - 2019年8月31日 J3第21節・いわてグルージャ盛岡戦（いわぎんスタジアム）
- Jリーグ初得点 - 2022年11月13日 J3第33節・いわきFC戦（相模原ギオンスタジアム）[6]

## タイトル

### クラブ
FC東京U-15深川
- 高円宮杯 JFA 全日本U-15サッカー選手権大会：（2018年）

## 代表歴
- U-15日本代表
  - U15ボーイズトーナメント（2018年）
- U-16日本代表
  - U-16インターナショナルドリームカップ（2019年）